# Date, Fukushima
Date (伊達市 Date-shi) là thành phố thuộc tỉnh Fukushima, Nhật Bản. Tính đên ngày 1 tháng 10 năm 2020, dân số ước tính thành phố là 58.240 người và mật độ dân số là 220 người/km2. Tổng diện tích thành phố là 265,1 km2.

## Địa lý

### Đô thị lân cận
- Fukushima
  - Sōma
  - Fukushima
  - Kunimi
  - Kawamata
  - Koori
  - Iitate
- Miyagi
  - Shiroishi
  - Marumori

### Khí hậu
| Dữ liệu khí hậu của Yanagawa, Date       | Dữ liệu khí hậu của Yanagawa, Date | Dữ liệu khí hậu của Yanagawa, Date | Dữ liệu khí hậu của Yanagawa, Date | Dữ liệu khí hậu của Yanagawa, Date | Dữ liệu khí hậu của Yanagawa, Date | Dữ liệu khí hậu của Yanagawa, Date | Dữ liệu khí hậu của Yanagawa, Date | Dữ liệu khí hậu của Yanagawa, Date | Dữ liệu khí hậu của Yanagawa, Date | Dữ liệu khí hậu của Yanagawa, Date | Dữ liệu khí hậu của Yanagawa, Date | Dữ liệu khí hậu của Yanagawa, Date | Dữ liệu khí hậu của Yanagawa, Date |
| Tháng                                    | 1                                  | 2                                  | 3                                  | 4                                  | 5                                  | 6                                  | 7                                  | 8                                  | 9                                  | 10                                 | 11                                 | 12                                 | Năm                                |
| ---------------------------------------- | ---------------------------------- | ---------------------------------- | ---------------------------------- | ---------------------------------- | ---------------------------------- | ---------------------------------- | ---------------------------------- | ---------------------------------- | ---------------------------------- | ---------------------------------- | ---------------------------------- | ---------------------------------- | ---------------------------------- |
| Cao kỉ lục °C (°F)                       | 16.6 (61.9)                        | 21.5 (70.7)                        | 25.4 (77.7)                        | 32.2 (90.0)                        | 35.9 (96.6)                        | 36.6 (97.9)                        | 39.1 (102.4)                       | 40.0 (104.0)                       | 36.7 (98.1)                        | 30.8 (87.4)                        | 26.0 (78.8)                        | 20.9 (69.6)                        | 40.0 (104.0)                       |
| Trung bình ngày tối đa °C (°F)           | 5.9 (42.6)                         | 7.2 (45.0)                         | 11.2 (52.2)                        | 17.7 (63.9)                        | 23.0 (73.4)                        | 25.7 (78.3)                        | 28.9 (84.0)                        | 30.4 (86.7)                        | 26.2 (79.2)                        | 20.6 (69.1)                        | 14.6 (58.3)                        | 8.7 (47.7)                         | 18.3 (65.0)                        |
| Trung bình ngày °C (°F)                  | 1.3 (34.3)                         | 2.0 (35.6)                         | 5.2 (41.4)                         | 10.9 (51.6)                        | 16.4 (61.5)                        | 20.1 (68.2)                        | 23.7 (74.7)                        | 24.9 (76.8)                        | 20.9 (69.6)                        | 14.8 (58.6)                        | 8.6 (47.5)                         | 3.6 (38.5)                         | 12.7 (54.9)                        |
| Tối thiểu trung bình ngày °C (°F)        | −3.0 (26.6)                        | −2.6 (27.3)                        | −0.4 (31.3)                        | 4.6 (40.3)                         | 10.3 (50.5)                        | 15.5 (59.9)                        | 19.8 (67.6)                        | 21.0 (69.8)                        | 16.7 (62.1)                        | 9.9 (49.8)                         | 3.2 (37.8)                         | −1.0 (30.2)                        | 7.8 (46.1)                         |
| Thấp kỉ lục °C (°F)                      | −12.6 (9.3)                        | −12.1 (10.2)                       | −10.2 (13.6)                       | −4.4 (24.1)                        | 0.4 (32.7)                         | 5.8 (42.4)                         | 10.3 (50.5)                        | 11.6 (52.9)                        | 5.7 (42.3)                         | −1.7 (28.9)                        | −5.2 (22.6)                        | −16.2 (2.8)                        | −16.2 (2.8)                        |
| Lượng Giáng thủy trung bình mm (inches)  | 49.9 (1.96)                        | 33.0 (1.30)                        | 64.1 (2.52)                        | 75.1 (2.96)                        | 83.0 (3.27)                        | 109.4 (4.31)                       | 159.2 (6.27)                       | 143.9 (5.67)                       | 158.4 (6.24)                       | 123.4 (4.86)                       | 52.3 (2.06)                        | 41.5 (1.63)                        | 1.095,4 (43.13)                    |
| Số ngày giáng thủy trung bình (≥ 1.0 mm) | 7.9                                | 6.5                                | 8.2                                | 8.0                                | 8.9                                | 10.8                               | 13.2                               | 10.7                               | 11.0                               | 8.7                                | 6.7                                | 8.1                                | 108.7                              |
| Số giờ nắng trung bình tháng             | 133.2                              | 142.5                              | 172.1                              | 186.6                              | 192.0                              | 145.5                              | 135.6                              | 157.3                              | 127.1                              | 132.0                              | 127.6                              | 119.2                              | 1.765,3                            |
| Nguồn: Cục Khí tượng Nhật Bản            |                                    |                                    |                                    |                                    |                                    |                                    |                                    |                                    |                                    |                                    |                                    |                                    |                                    |

## Giao thông

### Cao tốc/Xa lộ
- Tōhoku-Chūō Expressway
- Quốc lộ 4
- Quốc lộ 115
- Quốc lộ 349
- Quốc lộ 399